# Personal Affairs
Pour plus de détails, voir Fiche technique et Distribution.
Personal Affairs (עניינים אישיים, Omor Shakhsiya) est un film israélien réalisé par Maha Haj, sorti en 2016.

## Fiche technique
- Titre : Personal Affairs
- Titre original : עניינים אישיים (Omor Shakhsiya)
- Réalisation : Maha Haj
- Scénario : Maha Haj
- Musique : Habib Shadah
- Photographie : Elad Debi
- Montage : Véronique Lange
- Production : Baher Agbariya
- Société de production : Yellow Dawn Production
- Société de distribution : Sophie Dulac Distribution (France)
- Pays :  Israël
- Genre : Drame
- Durée : 90 minutes
- Dates de sortie : 
  -  France : 12 mai 2016 (Festival de Cannes), 1er mars 2017

## Distribution
- Amer Hlehel : George
- Doraid Liddawi : Tareq
- Mahmoud Shawahdeh : Salah
- Saana Shawahdeh : Nabila
- Maisa Abd Elhadi : Maisa
- Hanan Hillo : Samar
- Ziad Bakri : Hisham
- Jihan Dermelkonian : la grand-mère

## Distinctions
Le film a été présenté lors du Festival de Cannes 2016 dans la section Un certain regard.